# 勃朗特·坎贝尔
勃朗特·坎贝尔（英語：Bronte Campbell，1994年5月14日—）是一位澳大利亚女子游泳运动员，2016年奧運会4×100 米自由泳接力金牌得主、世界錦標賽冠軍、世界紀錄保持者。她的姐姐凯特·坎贝尔是100公尺自由式的世界紀錄保持者。她们两姐妹是自1972年的奥运会以後，首对参与同一屆奥运國家游泳隊的澳大利亞姐妹花，也是史上第一對參與同一項奧運游泳賽事的澳大利亞姐妹。
她2013年世界游泳锦标赛获得4×100米自由泳银牌，在2015年世界游泳锦标赛获得50米自由泳、100米自由泳和4×100米自由泳接力三枚金牌，以及一枚4×100米混合泳接力赛铜牌。在2016年里約奧運获得女子4×100自由式接力金牌。